# Publi Valeri Triari
Publi Valeri Triari (en llatí Publius Valerius Triarius) va ser un cavaller romà del segle i aC. Era fill de Lucius Valerius Triarius. Formava part de la gens Valèria, una de les més antigues gens romanes.
Va acusar Marc Emili Escaure l'any 54 aC de repetundae i després d'ambitus. Escaure va ser defensat de les dues acusacions per Ciceró i absolt.